# Кроквяна система

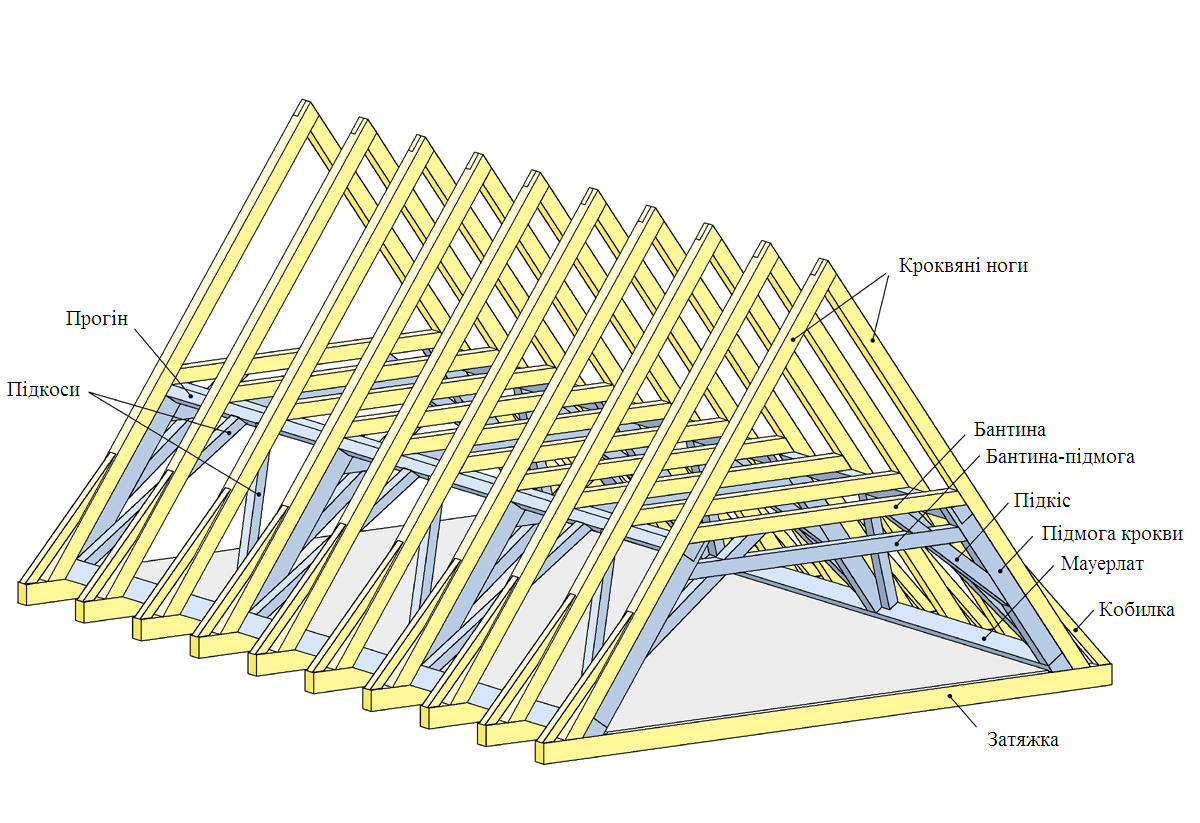
Кроквяна система даху

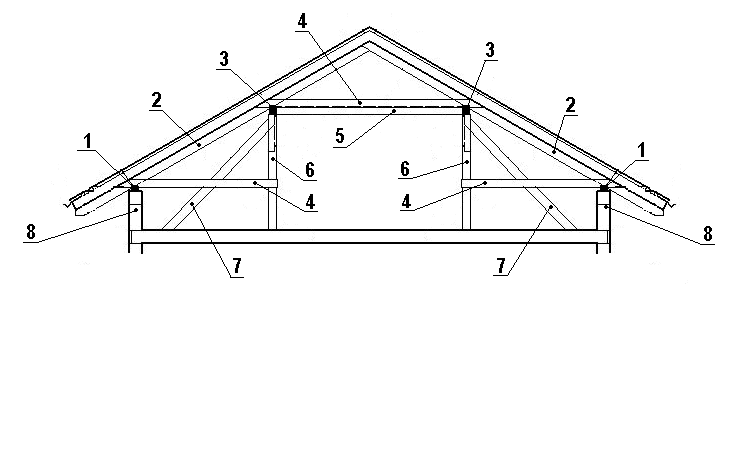
1 — мауерлат, 2 — кроквяна нога, 3 — прогін, 4 — затяжки, 5 — бантина, 6 — стійки, 7 — підкоси, 8 — верхні вінці

Прогінно-затяжкова система: 1 — затяжка, 2 — кроквяна нога, 3 — бантина, 4 — кріплення, 5 — стійка, 6 — прогін

Кроквяна система — конструкція, що є основою даху. Складається з кроквин (кроквяних ферм), сполучених між собою прогонами і встановлених на мауерлаті.
На кроквяну систему кріпиться дахова обрешітка, яка складається з лат і контрлат (також «обрешіткою» можуть називати й кроквяну систему разом з латами і контрлатами).

## Складові елементи
- Бантина — поперечний горизонтальний брус, що з'єднує між собою кроквяні ноги і запобігає їх прогинанню всередину. Може підтримуватися стійками.
- Затяжка — поперечний горизонтальний брус, що запобігає росходженню кроквин.
- Кобилка — відрізок дошки, що подовжує нижній кінець кроквяної ноги для розміщення на ньому звису даху або суцільної обрешітки, що лежить на карнизі.
- Крокви — конструкція з двох брусів (кроквяних ніг), з'єднаних в горішній частині під кутом і закріплених долішніми кінцями на мауерлаті (у рублених конструкціях — на верхніх вінцях, у каркасних — на верхній обв'язці).
  - Кроквяна ферма — заздалегідь складена конструкція з кроквяних ніг, затяжки, бантини, стійок і підкосів. З'єднані прогонами ферми утворюють кроквяну систему.
- Лежень — горизонтальний повздожній брус, покладений на внутрішню тримну стіну або стовпи. Слугує опорою для стійок прогонів.
- Мауерлат — покладений вздовж зовнішньої стіни брус, нижня опора для кроквяних ніг.
- Наріжниця — укорочена кроквяна нога, що підтримує ділянку схилу між накісною (діагональною) кроквяною ногою і звисом даху. Використовується в чотирисхилих (вальмових) дахах.
- Прогін — поздовжній брус, що проходить під кроквяними ногами і з'єднує їх в одне ціле. Може підтримуватися знизу стійками і підкосами.
  - Гребеневий прогін — прогін, що проходить під місцем з'єднання кроквяних ніг (під гребенем). У разі використовування наслінних кроков опертий на стійки і підкоси гребеневий прогін слугує опорою для верхнього кінця кроквяних ніг. У самцевих дахах і дахах з мурованими щипцями встановлюється на вершину суцільного щипця.
- Підкоси (розкоси, підкроквяні ноги) — похилі бруси, які підтримують знизу кроквяні ноги і прогони.
- Підмога — допоміжна балка, що кріпиться знизу впритул до основної і знімає з неї частину навантаження.
- Стійки — вертикальні бруси, що підтимують знизу кроквяні ноги, прогони і бантини.